# Merigarto

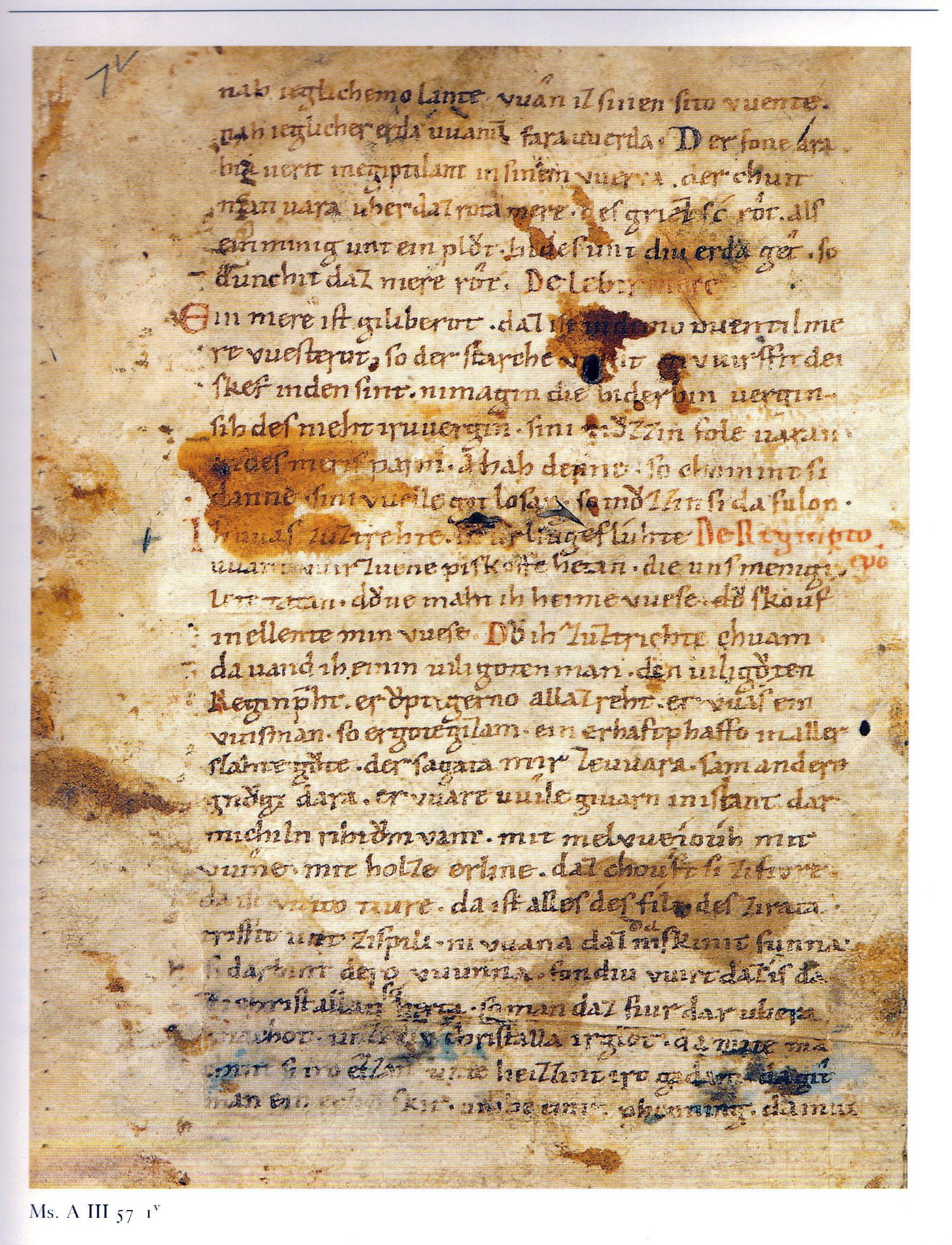
Abbildung von Blatt 1v

Der nicht ganz zutreffende Titel Merigarto (vgl. ahd. merikerte, merigarten‚ vom Meer umgebenes Land) für das nur fragmentarisch erhaltene Gedicht stammt von August Heinrich Hoffmann von Fallersleben, der das den Text überliefernde Pergamentdoppelblatt 1834 in der Fürstlich Fürstenbergischen Bibliothek in Prag entdeckte. Es wird heute in der Badischen Landesbibliothek Karlsruhe unter der Signatur Cod. Donaueschingen A III 57 aufbewahrt.
Der Text selbst wird im letzten Viertel des 11. Jahrhunderts entstanden sein, Würzburg, Regensburg oder Passau werden als mögliche Entstehungsorte genannt. Die Handschrift weist aufgrund der Sprache in den bairischen Raum und wird in das erste Viertel des 12. Jahrhunderts datiert.

## Inhalt
Der erste Teil berichtet über die Trennung von Land und Meer bei der Schöpfung der Welt, es schließen sich eine Darstellung des Roten Meeres, des Lebermeeres und Nachrichten über Island an. Der zweite Teil enthält Berichte über wunderbare Gewässer (Quellen, Flüsse, Seen) des Mittelmeerraumes in Anlehnung an die Etymologiae des Isidor von Sevilla.
Merigarto bietet die erste geographische Darstellung in deutscher Sprache – ob das Fragment zu einer Weltbeschreibung oder zu einer Gewässerbeschreibung gehörte, ist nicht zu klären. Die Funktion der Dichtung kann in der Verherrlichung der Schöpfung Gottes liegen und auch als Merkdichtung beschrieben werden.